# Okano Hirohiko

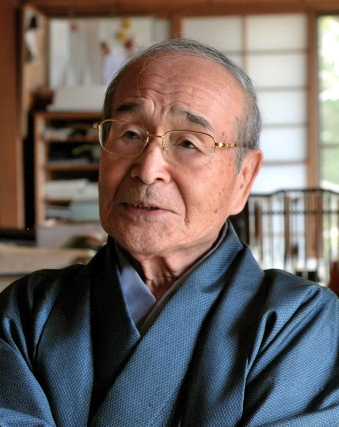
Okano Hirohiko

Okano Hirohiko (japanisch 岡野 弘彦; geboren 7. Juli 1924 in der Präfektur Mie) ist ein japanischer Dichter.

## Leben und Wirken
Okano Hirohiko wurde in eine Familie geboren, die hin und wieder den obersten Geistlichen eines Schreins stellten. 1943 begann er ein Studium an der Kokugakuin-Universität, musste aber 1945 wegen Einberufung um Militärdienst das Studium abbrechen.
Nach dem Zweiten Weltkrieg nahm er sein Studium wieder auf, wobei er Orikuchi Shinobu kennenlernte. Er arbeitete an dessen Buch „Toribune“ (鳥船) mit und blieb ihm bis zu dessen Tode verbunden, wobei er auch Anregungen für seine eigene schriftstellerische Tätigkeit von ihm empfing. Er trat dann 1957 in die Vereinigung „Chichūkai“ (地中海) ein. 1967 veröffentlichte Okano seine erste Gedichtsammlung „Fuyu no kazku“ (冬の家族) – „Eine Familie im Winter“. 1972 folgte „Sōrōka“ (滄浪歌) – „Gedichte – Allein am Meer“, für das er mit dem „Chōkū-Preis“ ausgezeichnet wurde.
Zu Beginn seiner schriftstellerischen Tätigkeit schrieb Okano über Legenden und Volksbräuche. Dann waren während des Zweiten Weltkriegs seine Publikationen durch seine Alltagserfahrungen geprägt. 1973 zog er sich aus der Chichūkai zurück, veröffentlichte „Hito“ (人) – „Ein Mensch“. 1978 folgte „Umi no mahoroba“ (海のまほろば) – etwa „Mit aufgeblähten Segeln auf dem Meer“, für das er den „Förderpreis für Kunst und Literatur des Kultusministers“ (芸術選奨文部大臣賞, Geijutsu senshō Mombudaijin shō) erhielt. 1987 publizierte er „Ame no tazumura“ (天の鶴群) – „Kranichgruppe am Himmel“, das mit dem Yomiuri-Literaturpreis ausgezeichnet wurde.
Okanos Gedichte, die auf Origuchi-Studien basieren, bewahren im Ausdruck die Tradition im Ausdruck, beleben die Ausdrücke der alten Sprache und verbinden die japanisch Klassik mit der Moderne, zeigen der die Besonderheiten der Literatur zu Kriegszeiten. 1993 erschien eine Erläuterung zu „Ein Mensch“, 1999 begann er mit der Publikation der Literaturzeitschrift „Utaage no za“ (うたげの座) – etwa „Schule des Gedichts“. 1998 wurde er von der Akademie der Künste mit einem Preis ausgezeichnet. 2001 erhielt er den Watsuji-Tetsurō-Kulturpreis für seine Werk „Zu Orikuchi Shinobi – seine Gedanken und Studien“ (折口信夫伝 その思想と学問, Orikuchi Shinobu den – sono shisō to gakumon).
Okano war Professor an der Kokugakuin-Universität, dann auch Dekan der Geisteswissenschaftlichen Fakultät. die Universität verabschiedete ihn als Meiyo Kyōju. 2013 wurde er als Person mit besonderen kulturellen Verdiensten geehrt und 2021 mit dem Kulturorden ausgezeichnet.